# Institut français de Madagascar
L’Institut français de Madagascar est l'opérateur de coopération et d'action culturelle de l'ambassade de France à Madagascar. Il a été créé le 1er janvier 2011 par regroupement du Centre culturel Albert-Camus et d'une partie du service de coopération et d'action culturelle de l'ambassade.

## Historique

Logo du Centre culturel Albert-Camus jusqu'en 2011

Le Centre culturel Albert-Camus (CCAC) a été fondé le 30 juin 1964 à Tananarive. Dès l'origine, il veut promouvoir la création artistique malgache et être un lieu d’échanges et de dialogues entre les cultures du Nord et du Sud. Il participe à des actions de formation, il assiste ses partenaires institutionnels et de la société civile dans la définition de leur politique culturelle, accompagne les créateurs et les opérateurs culturels, Il participe à la mise en place de structures de diffusion culturelle et veut contribuer à l’émergence d'un marché culturel.
Il contribue à travers sa médiathèque à la découverte de la littérature francophone et des médias sous toutes leurs formes et constitue un centre de ressources et de documentation pour des publics professionnels comme pour le grand public.
Un de ses moyens d'action est le programme Art Mada , en partenariat avec le Centre de  ressources des arts actuels de Madagascar (CRAAM) résultat de la coopération franco-malgache et ouvert en 2011, qui bénéficie du fonds français de solidarité prioritaire (projet « Appui au développement culturel de Madagascar ») 
Il a un rôle régional dans le dispositif français pour la zone Afrique de l’Est, Afrique australe et Océan Indien. Il coordonne les moyens du MAE et de l'Institut français (ex Culture France) pour le compte des 24 pays concernés. Ce budget lui a longtemps permis d’assurer la diffusion internationale de manifestations culturelles communes retenues lors de la réunion régionale annuelle des directeurs d’établissements culturels français qui se tient dans une capitale est-africaine ou de l’Océan Indien.

## Rôle actuel
Depuis la réforme mise en place en 2011, l'Institut français de Madagascar a élargi son domaine d'intervention. Il a intégré en son sein l'Espace Campus France Madagascar, ouvert en 2007 ; celui-ci informe le public malgache sur l'offre des universités françaises, évalue les candidats et facilite le cas échéant leur inscription dans ces établissements français d’enseignement supérieur. Le pôle de coopération universitaire, d’appui à la recherche et de promotion de la langue française et de la francophonie vise également à diffuser la culture scientifique, notamment par des conférences, des expositions scientifiques et des débats d’idées, Il a également pour rôle de promouvoir les réalisations françaises en matière scientifique, en relation étroite avec les grands organismes français de recherche : IRD, CIRAD, Institut Pasteur.
Il collabore avec l’association des professeurs de français des écoles secondaires de Madagascar (FMTF), sur la base du projet Madagascar - Appui à l’enseignement du et en français (MAPEF) et travaille sur la place du français dans le système scolaire malgache. Le projet d’appui à la diffusion de l’éducation numérique qu'il finance permet à près de 500 enseignants en poste dans 21 écoles primaires publiques (EPP) de bénéficier d’une formation à l’utilisation de nouvelles ressources pédagogiques adaptées aux tableaux numériques interactifs (TNI). L'Institut français de Madagascar recourt également aux possibilités offertes par le lycée français de Tananarive et les autres écoles à programme français conventionnées avec l'AEFE à travers le pays et par le réseau de l'Alliance française à Madagascar.

## Les conseillers culturels et directeurs
- 1997-2001 : Bernard Banos-Robles
- 2001-2005 : Georges Tréguier / Guy Maurette
- 2005-2009 : Christian Oquet (COCAC)
- 2009-2014 : Philippe Georgeais (COCAC) / Alain Monteil
- 2014-2018 : Andrzej Rogulski (COCAC) / Denis Bisson
- 2018-2020 : Patrick Perez (COCAC) / Didier Montagné
- 2020- : Patrick Perez (COCAC) / François Maugrenier